# Davézieux
Davézieux é uma comuna francesa na região administrativa de Auvérnia-Ródano-Alpes, no departamento de Ardèche. Estende-se por uma área de 5,59 km². Em 2010 a comuna tinha 3 209 habitantes (densidade: 574,1 hab./km²).